# 扬·弗勒德诺
扬·弗勒德诺（德語：Jan Frodeno，1981年8月18日—）是德国铁人三项运动员。他是2008年北京夏季奥运会男子铁人三项金牌得主，2015年、2016年和2019年铁人三项世锦赛三冠王以及2015年和2018年铁人三项70.3世锦赛两冠王。他是全程铁人三項的世界纪录保持者，曾在2016年在德国罗特創下7:35:39的世界紀錄。